# Morton Heilig
Morton Leonard Heilig (1926–1997) war ein US-amerikanischer Pionier der Virtuellen-Realität-Technologie und Filmemacher.
Morton Heilig konstruierte 1955 den Prototyp eines Filmprojektionssystems, welcher das Blickfeld des Beobachters peripher horizontal und vertikal gänzlich ausfüllen sollte. Er nannte es „Erfahrungstheater“. 1956 wurde eine Motorradfahrt durch Manhattan simuliert. Im Jahre 1961 ließ er seine Erfindung patentieren, die möglicherweise die erste Simulation der Realität ist; es simulierte unter andern Sinneseindrücken auch Gerüche. Heilig versuchte das Modell unter dem Namen Sensorama zu vermarkten. Neben der Fahrzeugsimulation wie in Sensorama patentierte er auch das erste bewegliche, weil auf dem Kopf getragene Head Mounted Display mit 3D-Grafik, Stereo-Sound und einem „Odor Generator“. Doch erst 1968 konnte das erste voll funktionsfähige Head Mounted Display realisiert werden, jedoch von Ivan Sutherland am Massachusetts Institute of Technology. Für jedes Auge gab es je ein stereoskopisches Display und ein mechanisches Tracking-System zur Anpassung der visuellen Ausgabe an den aktuellen Blickwinkel.